# 尼科西亞阿塔圖克體育場

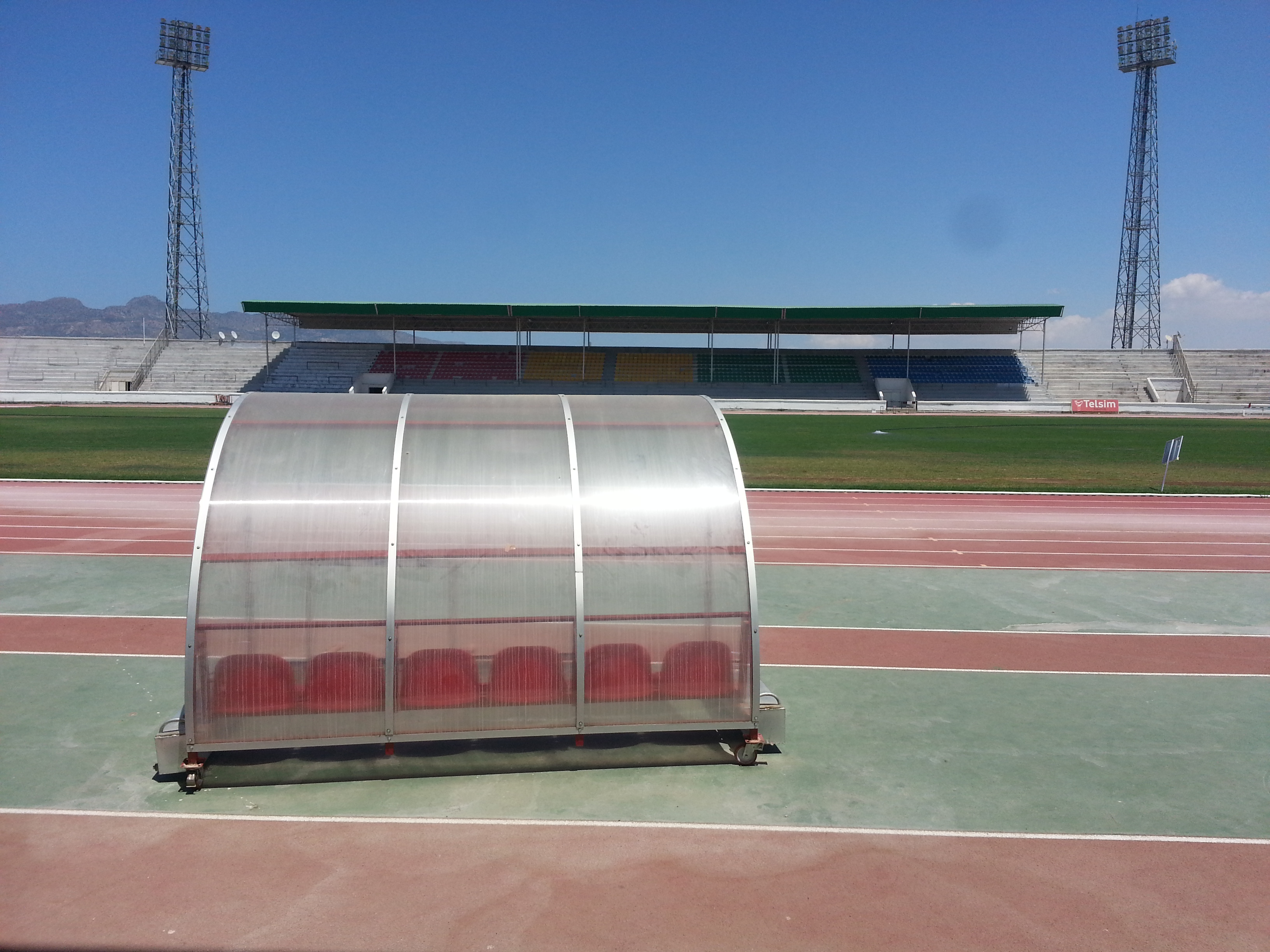
阿塔圖克體育場

尼科西亞阿塔圖克體育場（土耳其語：Lefkoşa Atatürk Stadı）是一座位於北賽普勒斯北尼科西亞的多用途體育場，亦為北賽普勒斯規模最大的體育場。現時主要用於足球比賽，亦曾承辦 2006 年ELF盃 部分賽事。它同時是切廷卡亞（Çetinkaya Türk S.K.）、耶尼賈米（Yenicami Ağdelen S.K.）兩支北塞浦路斯超級足球聯賽球隊，以及根奇利克居居（Gençlik Gücü S.K.，字面為「青年力量」）的主場。 體育場可容納 15,000 人， 並設有一條塔坦跑道，既用於田徑比賽， 亦供本地居民散步使用。 場地同時會在國家紀念日舉行慶典與大型舞蹈表演，吸引數以千計人士到場。
最初於1975年11月20日宣布計畫興建新體育場，當時在預定場地豎立標示牌。 體育場於1990年1月28日開幕，揭幕戰由費倫巴治對薩勒耶爾，最終薩勒耶爾 1–0 取勝。開幕式共有25,000人入場（為北賽普勒斯紀錄），出席嘉賓包括總理德爾維什·埃羅盧、體育部長 Günay Caymaz，以及土耳其部長穆罕默德·亞扎尔、伊斯梅特·厄扎斯蘭。 貝西克塔斯、加拉塔薩雷與特拉布宗亦獲邀請。 其後1990年代多支土耳其球隊曾來此進行友誼賽，包括1991年1月12日貝西克塔斯對薩勒耶爾的賽事。 2010年，土族塞浦路斯國民教育、青年與體育部將體育場產權移交尼科西亞土族市政當局。 2011 年進行翻新：草皮重鋪並安裝新電子記分牌。 2014 年又在場內啟用一個射擊（弓箭）訓練區。
作為北賽普勒斯首座多用途體育場，其建成解決了土族塞浦路斯運動員缺乏適當跑道作訓練的問題。自2004年9月22日起進行的工程，把原有田徑跑道重建為塔坦跑道。
此場館被視為北賽普勒斯最具代表性的體育場，設有咖啡室、多個廣播室、會議廳及新聞發佈室。 在超級聯與盃賽（Süper Lig 及 Cypriot Cup）賽事期間，它是北賽普勒斯唯一持續設有醫療與救護人員進駐的體育場。